# Scooby-Doo à Hollywood
Série
Scooby-Doo et les Boo Brothers
(1987)
Pour plus de détails, voir Fiche technique et Distribution.
Scooby Goes Hollywood (édité en vidéo sous le titre Scooby-Doo Goes Hollywood) est une émission spéciale, d'une heure, diffusée en première partie de soirée, mettant en scène les vedettes du dessin animé Hanna-Barbera du samedi matin, "Scooby-Doo". Elle a été diffusée sur ABC le 23 décembre 1979.
Ce film est une parodie musicale, basée sur les shows "Scooby-Doo" et sur Hollywood en général.
Sammy a convaincu Scooby, qu'ils méritent mieux que d'être les vedettes de ce qu'il considère comme un banal spectacle du samedi matin, et essaie de lancer un certain nombre de "shows en prime-time" auprès de C.J. (voix de Rip Taylor), le patron de la chaîne. Ces shows sont tous des parodies de films et d'émissions populaires de télévision, tels que "La Conquête de l'Ouest", "Superman", "Happy days", "Laverne et Shirley", "La Mélodie du bonheur", "La croisière s'amuse" ou "Drôles de dames". Fred, Daphné, Véra, et les spectateurs du "Scooby show" original, tentent de convaincre Scooby-Doo de revenir à son spectacle du samedi matin.

## Synopsis
Scooby et Sammy sont en train de tourner un épisode de leur show, "The Crabby Creature of Creepy Crag". Après leur chute brutale, propulsés par une catapulte, Scooby et Sammy commencent à en avoir assez de la routine, et décident de devenir de véritables stars de cinéma. Ils montrent à C.J., le Président d'une chaîne de télévision, un film-pilote intitulé "Scooby à la conquête de l'Ouest", où le shérif Scooby et son adjoint Sammy subissent les mauvais tours de Jesse Rotten. C.J. croit que ce film est une blague, et jette Sammy et Scooby dehors. Après que les autres membres du "gang" aient découvert que Scooby a quitté le show, ils protestent tandis que Sammy raconte ce que Scooby a décidé pour devenir célèbre.
Sur une piste de skate, Sammy tourne un autre pilote, "Lavonne et Scooby", dans lequel Lavonne fait du skate avec Scooby, et qui se révèle être un désastre, Scooby rentrant accidentellement dans sammy en train de filmer.
Nouvelle tentative: Sammy et Scooby montrent à C.J. un autre film intitulé "Scooby days", dans lequel "Le Scoob" rencontre, dans le bar d'Arnold, une parodie du "Fonz" nommée "The Groove". C.J. suggère que Scooby retourne à son show.
Retour dans le vestiaire de l'équipe, Fred lit le journal en état de choc, ce qui rend l'ensemble d'entre eux souhaitent Scooby est revenu sur le spectacle. Pendant ce temps, les lecteurs de Sammy Scooby pour le théâtre chinois disant Scooby serait un autre Clark Gable et John Travolta. Scooby demande alors, "Rassie?" (En référence à Lassie) et Sammy est d'accord avec ça aussi. En regardant le théâtre chinois, Scooby imagine une première de ses deux nouveaux films (Super Scooby et The Sound of Scooby). En savoir Scooby, il sauve Lois Lane d'une fusée en direction de Big City, juste pour se faire sauter lui-même. Dans The Sound of Scooby Scooby dans une robe rose, virevolte dans la montagne, mais comme il commence à chanter, il tombe d'une falaise dans un ruisseau.
Retour au théâtre chinois, Sammy découvre que le studio est des auditions chien pour remplacer le rôle de Scooby sur le spectacle. Il Scooby et descendre pour voir les résultats des auditions. Sans les connaître, il existe une astuce pour retrouver Scooby sur le spectacle une fois de plus. CJ embauche un chien avec aucun talent pour prendre le rôle de Scooby, laissant Scooby et Sammy en état de choc. Pour confirmer sa nouvelle carrière, Scooby est présenté sur Le spectacle Jackie Carson, en disant qu'il quitte sa série de dessins animés, bouleversant ses fans. Plus tard, Sammy montre CJ un nouveau film, Scooby et Cherie où Scooby est un magicien et Cherie, son assistant. Le prochain film est The Ship amour où le capitaine Scooby oublie de délier la corde à partir des piles, en prenant toutes les personnes à bord de la croisière.
Le film pilote prochaine (et dernière) est montré Anges de Scooby où les anges (peut-être l'origine Sabrina, Kelly et Jill) se pencher sur le siège criminelles et des terres Scooby partir d'un avion sans parachute. Scooby crie alors: «Rop la rameras! Rop les rameras!" dans lequel C.J. d'accord. CJ montre ensuite à l'extérieur tout le monde, scandant "Scooby-Doo, nous avons besoin de vous!". Scooby décide tout le monde l'aime pour ce qu'il est et accepte de retourner dans son spectacle original. Après les choses se sont calmées dans le bureau du juge en chef, Sammy frappe à la porte, en lui montrant la bande de ses propres pilotes. Le film se termine avec Sammy (lié à la bobine de film) à la suite de la Mystery Machine dans le soleil couchant.

## Distribution
- Francis Lax (doublage original) Sammy Rogers
- Eric Missoffe : Sammy Rogers / Scooby-Doo / voix-off traductrice
- Jacques Torrens (doublage original) : Scooby-Doo
- Bernard Murat (doublage original)  Fred Jones
- Mathias Kozlowski : Fred Jones / un homme à la réception / des employés de CJ / des musiciens / Jackie Carlson / pilote de l'avion dans "Drôles de Scooby"
- Laurence Badie (doublage original) Véra Dinkley
- Chantal Macé : Véra Dinkley / une fan de Scooby-Doo / la serveuse du café / des admiratrices de Scooby-Doo / une femme à la réception / un petit garçon fan de Scooby-Doo / l'une des drôles de dames / gens réclamant Scooby-Doo
- Claude Chantal (doublage original) Daphné Blake
- Joëlle Guigui : Daphné Blake
- Michel Mella : Le garde d'entrée / CJ / Jesse Rotten / Bonzy / narrateur de "Super Scooby" / des employés de CJ / tous les chiens qui auditionnent / des musiciens / voix-off de "la croisière d'amour" / gens réclamant Scooby-Doo
- Celine Monsarrat : La secrétaire / une groom / une employée de CJ / Scarole / une femme à la réception / Lucy Lane / Cherie / des enfants / une petite fille fan de Scooby-Doo / deux des drôles de dames